# Heroes Festival
Das Heroes Festival ist ein Hip-Hop-Festival, das zum ersten Mal 2017 in Geiselwind stattfand.

## Geschichte
Das Heroes Festival gab seine Premiere 2017 auf dem Autohof Strohofer bei Geiselwind. Auf einer Indoor Mainstage und auf einer kleinen Bühne im Außenbereich traten im ersten Jahr vor allem DJs, aber auch Rapper wie Sido, Haftbefehl oder Ufo361 vor insgesamt 3500 Besuchern auf. 2018 fand das Festival erneut mit Indoor Mainstage statt, 2019 kam zum ersten Mal eine Outdoor Mainstage hinzu.
2021 sollte in Freiburg zum ersten Mal eine weitere Edition des Festivals stattfinden. Wie schon 2020 musste die Veranstaltung wegen der COVID-19-Pandemie jedoch erneut abgesagt werden.
2022 fand das Festival insgesamt dreimal statt. Vom 10. bis 11. Juni gastierte es im Auestadion in Kassel. Dort nahmen rund 14.000 Fans teil. Eine Woche später fand es vom 17. bis 18. Juni in Geiselwind statt. Dort nahmen 15.000 Fans teil. Vom 9. bis 10. September wurde das Festival auf dem Messegelände in Freiburg veranstaltet. Dort war es ausverkauft. Rund 26.000 Besucher kamen nach Freiburg.
Für 2023 wurden insgesamt vier Standorte angekündigt. Das Festival ist von Kassel nach Hannover gezogen und wird zusätzlich am Standort Allgäu stattfinden. Als Headliner für die beiden neuen Standorte konnten Bonez MC & RAF Camora, Trettmann, Luciano (Rapper) und Apache 207 gewonnen werden.  
Im Jahr 2024 wurden ebenfalls vier Standorte bestätigt. Mit Geiselwind, Hannover, Buchenberg im Allgäu und Freiburg, sind die Standorte im Vergleich zum Vorjahr gleich geblieben. Als Künstlerinnen und Künstler wurden unter anderem Shirin David, Sido, Bonez MC, Trettmann, Gzuz, reezy, Badmómzjay und viele weitere bekannt gegeben. Die Besucherzahlen betrugen 20.000 (Freiburg), 16.000 (Allgäu), 18.000 (Hannover) und 30.000 (Geiselwind).

## Künstler (Auswahl)

### 2017
Die erste Ausgabe des Festivals fand am 17. Juli 2017 auf dem Eventzentrum Geiselwind statt.
Künstler: Sido, MoTrip, Haftbefehl, Teesy, Bausa, Ufo361, Olexesh, Bass Sultan Hengzt, Weekend, Ali As, Danju, Mortel, Blut & Kasse

### 2018
Das Festival fand am 16. Juni 2018 auf dem Eventzentrum Strohofer in Geiselwind statt. Ein Tag vorher fand eine Pre-Party statt.
Künstler: SXTN, Olexesh, Nimo, Mortel, Zuna & Nash, Luciano, DJ Desue, Trettmann, Dardan, Reezy

### 2019
Das Festival fand am 15. Juni 2019 erneut im Eventzentrum Geiselwind statt. Insgesamt gab es vier Bühnen. Moderiert wurde die Veranstaltung von Senna Gammour und Harris.
Künstler; Kool Savas, Gzuz, Luciano, Trettmann, Yung Hurn, Dardan, Eno, OG Keemo, BRKN, Sero, NKSN, Marvin Game, Antifuchs, Pete Boateng, DJ Desue, DJ Juizzed, DJ Remake, DJ Kitsune. DJ Batman, Indiänna, DJ Angelo, DJ Lunis, DJ Say Whaat, Mixamillion, DJ Pyro, DJ Dime, DJ Sweap & DJ Pfund 500, DJ Kandee

### 2022
Kassel: Josi, OMG, Dante YN, Kasimir1441, Haftbefehl, SSIO, K.I.Z, OG Keemo, Yugo, Soho Bani, Boloboys, 01099, Badmómzjay, Katja Krasavice, Kool Savas, 42, Ahzumjot, Bounty & Cocoa, Liz, Luis, Nikan, OMG, Vega, Yugo, Yun Mufasa
Geiselwind: 01099, 1019, 2lade, 65Goonz, Ahzumjot, badmomzjay, BHZ, boloboys, Capital Bra, Charisma, Crux Pistols, Cupswitdaice, Dexter, Dilo TN, DJ Kandee, DJ Kitsune, DJ Lunis, DJ Maaleek, DJ Peny, DJ Pyro und MC Snifter, DJ Robvee, DJ Ron, DJ Say Whaat, DJ Short-Cut, DJ Shusta, Drunken Masters, Ezhel, Fabrik Soundsystem, Harris, Inan Batman, Indiana, Jopez, Juizzed, Juju, K.I.Z, Kid Kapri, Layla, Liz, Luciano, Lugatti und 9ine, LUIS, Miami Lenz, Nina Chuba, Nura, Okizz, Paix, Pana, Rapk, Remake, Sapato Soundsystem, Ski Aggu, Sosokev, SSIO, Symba, Val, Vega, Xaver, Yun Mufasa, Yung Hurn, Zavet
Freiburg: 01099, Ansu, Art, Audio88 & Yassin, badmómzjay, BHZ, boloboys, Charisma, DXVE, Ebow, Eli Preiss, K.I.Z, Kool Savas, Layla, Lugatti & 9ine, NOEL, OG Keemo, RIN, $oho Bani, Symba, t-low, Trettmann, Verifiziert, Yael, Yung Hurn, YUGO

### 2023
Geiselwind: $oho Bani, 01099, 0711 Soundsystem, 102 Boyz, Ace Tee, Audio88 & Yassin, Badchieff, Crux Pistols, Dardan, Dilla, Disarstar, DJ Dollar Bill, DJ Maaleek, DJ Peny, DJ Pyro & MC Snifter, DJ Short-Cut, Domiziana, Eskei83, Frizzo, Hava, Indianna, Juizzed, Kalim, KC Rebell & Summer Cem, Kelvyn Kolt, Kitty Kat, Kwam.E, Liaze, Lugatti & 9ine, Makko, Marteria, Miksu/Macloud, Mo$art & Vero, Money Boy, Musso, Nina Chuba, Pashanim, Paula Hartmann, Robvee, Sampagne, Sido, Ski Aggu, Southside Moshpits, Traphouse Soundsystem, Trettmann, Tym, UFO361, Val, Xaver, Yardies, Yeni Twinz. 
Hannover: 0711 Soundsystem, 102 Boyz, BHZ, Bonez MC & RAF Camora, Cookies Soundsystem, Crux Pistols, Cupswitdaice, Dardan, Disarstar, DJ Emby, DJ Kandee, DJ Lunis, DJ Maaleek, Domiziana, Eli Preiss, Eskei83, Esther Graf, Hava, Indianna, Isaiah, Jayzudemjo, Juizzed, Kitty Kat, Kwam.E, Liaze, Luciano, Luis, Makko, Miami Lenz, OG Keemo, PA Sports, Paix, Pana, Rua, Sapato Soundsystem, Savvy, Sido, Ski Aggu, Skrt Cobain, T-Low, Tom Hengst, Trettmann, Tym, Yardies Soundsystem, Yeni Twins, Yung Hurn.  
Allgäu: 01099, Apache207, Dardan, DJ D3!C, DJ Remake, Drunken Masters, Freddisson, Haftbefehl, Hava, Kalim, Layla, Liaze, Lityway, Liz, Luciano, Makko, Miksu/Macloud, Money Boy, Montez, Musso, OG Keemo, Olson, PA Sports, RapK, Rua, Smoothie215, SSIO, Wiedmann, Xaver, Yung Hurn. 
Freiburg: 01099, 0711 Soundsystem, 102 Boyz, Ansu, Big Boys,  Cro, Crux Pistols, Die letzte Reihe, Disarstar, Diskovenue, DJ Febo, DJ Maaleek, DJ Remake, Ela, Eskei83, Esther Graf, Indianna, Jamule, Jazzeek, Josi, Juizzed, Juju, Kwam.E, Kool Savas, Layla, L'Equipe Soundsystem, Luciano, Lune, Marteria, MC Snifter, Miami Lenz, Miksu/Macloud, Pana, Pfund500, Pink Katana & Keule, Pyro, Ro$c, Sampagne, Savvy, Ski Aggu, Sosokev, SSIO, Thomas Markel, Tym, Teuterekordz, UFO361, Val, Yeni Twinz.

### 2024
Allgäu: 1986zig, 2Lade, BHZ, Badmómzjay, Bonez MC, Bounty & Cocoa, DJ Kandee, DJ Pyro, DJ Pyro & MC Snifter, DJ Remake, Dante YN, Domiziana, Esther Graf, Freddisson & Mara, Gola Gianni, Gzuz, Indianna, Jamule, Juju, Kool Savas, Lucio101, Mehnersmoos, Reezy, Sido, Souly, Symba, Tream, Val, Yeni Twinz, Celo & Abdi
Freiburg: 1986zig, Ansu, Babyjoy, Badmómzjay, Baron & Niclov, BHZ, Billa Joe, Bojan, Dante YN, Die Letzte Reihe, DJ Febod, DJ Maaleek, Domiziana, Florentina, Freddisson, Ikkimel, Indianna, Juizzed, Juju, Laryssa, Lgoony, Lucio101, Mara, Marnele, Mehnersmoos, Milano, Monet192, Money Boy, Nya Polo, RAF Camora, Rapcatt, Reezy, Ritter Lean, Saliou, Sampagne, Shirin David, Souly, Symba, Trettmann, Xaver, Yungpalo, Zartmann
Geiselwind: 1986zig, Ansu, Beka, Badmómzjay, BHZ, Bonez MC, Dante YN, DJ Emby, DJ Lunis, Eli Preiss, Frizzo, Gzuz, Marsimoto, Florentina, Freddisson, Jobo, Juizzed, Karen, Mehnersmoos, Monet192, Reezy, Ritter Lean, Shirin David, Ski Aggu, Val,  Wa22ermann
Hannover: 01099, 102 Boyz, 1986zig, 2lade, Ansu, Babyjoay, Badmómzjay, Bounty & Cocao, Celo & Abdi, Dante YN, Dondon & Rrotzer, Flavio, Freddisson, Gzuz, Ikkimel, Jamule, Jazeek, Kool Savas, Laryssa, Levin Liam, LGoony, Lucio101, Marnele, Nimo, Nya Polo, Rapk, Reezy, Ritter Lean, Samra, Souly, Tom Hengst, Ufo361

## Belege
1. ↑  Heroes Festival gibt Line-Up bekannt. In: BACKSPIN WEB #allesbackspin. 2. März 2017, abgerufen am 10. Januar 2022 (deutsch).
2. ↑  Gastbeitrag: Heroes Festival stark, Gäste schwach. In: Würzburg erleben. 20. Juni 2017, abgerufen am 10. Januar 2022 (deutsch).
3. ↑  Sinita067: Kool Savas, GZUZ, Trettmann, Yung Hurn.... - Heroes Festival 2019 (Infos). In: Blokkbeats. 6. April 2019, abgerufen am 10. Januar 2022 (deutsch).
4. ↑  Matthias Jordan: Heroes Festival expandiert nach Freiburg. In: kulturnews.de. 1. Oktober 2020, abgerufen am 10. Januar 2022 (deutsch).
5. 1 2  14.000 Deutschrap-Fans feiern beim Heroes-Festival in Kassel. In: HNA.de. Abgerufen am 20. Oktober 2022.
6. 1 2  Heroes Festival. In: Festival-Ticker.de. Abgerufen am 20. Oktober 2022.
7. ↑  Capital Bra und Co.: Bis zu 15.000 Hip-Hop-Fans in Geiselwind. 17. Juni 2022, abgerufen am 20. Oktober 2022.
8. ↑  Rap-Festival „Heroes“ zum ersten Mal in Freiburg. Abgerufen am 20. Oktober 2022.
9. ↑  Heroes Festival 2023. Abgerufen am 6. Dezember 2022.
10. ↑  Heroes Festival 2024. Abgerufen am 26. Februar 2024.
11. ↑  Heroes Festival Freiburg 2024 - Alle Infos zum Line-Up, Aftermovie. Abgerufen am 28. Januar 2025.
12. ↑  So lief das "Heroes" im Allgäu: Wenn Deutschrapper in Lederhose performen. 26. August 2024, abgerufen am 28. Januar 2025.
13. ↑  Emily Bader: Heroes-Festival 2024: 18.000 Deutschrap-Fans feiern in Hannover. 26. Januar 2025, abgerufen am 28. Januar 2025.
14. ↑  Ruhiger Verlauf: Polizei hat Zeit, mit Gästen zu sprechen. 18. Juni 2024, abgerufen am 28. Januar 2025.
15. ↑  Heroes Festival 2017. Abgerufen am 10. Januar 2022.
16. ↑  Heroes Festival gibt Line-Up bekannt. In: BACKSPIN WEB #allesbackspin. 2. März 2017, abgerufen am 23. Oktober 2022 (deutsch).
17. ↑  Heroes Festival 2018. Abgerufen am 10. Januar 2022.
18. ↑  Heroes Festival 2018. In: Festivalticker.de. Abgerufen am 23. Oktober 2022.
19. ↑  Heroes Festival 2019. Abgerufen am 10. Januar 2022.
20. ↑  15. Juni 2019. In: Party Up. Abgerufen am 23. Oktober 2022.
21. ↑  Heroes Festival 2019. In: Festticket.com. Abgerufen am 23. Oktober 2022.
22. ↑  Gilbert: Kool Savas, GZUZ, Trettmann, Yung Hurn.... - Heroes Festival 2019 (Infos). In: Blokkbeats. 6. April 2019, abgerufen am 20. Oktober 2022 (deutsch).
23. ↑  Eickhoff: Review: So war das Heroes Festivals 2022 in Kassel! 11. Juni 2022, abgerufen am 20. Oktober 2022 (deutsch).
24. ↑  Heroes Festival Freiburg | Kokon Entertainment GmbH | Die Veranstalter im Süden! Abgerufen am 20. Oktober 2022 (deutsch).
25. ↑  Heroes Festival Allgäu 2024 - Alle Infos in der stagr Datenbank. Abgerufen am 28. Januar 2025 (deutsch).
26. ↑  Heroes Festival Freiburg 2024 - Alle Infos zum Line-Up, Aftermovie. Abgerufen am 28. Januar 2025.
27. ↑  Heroes Festival 2024. In: Drei-Franken-Eck. Abgerufen am 28. Januar 2025.
28. ↑  Heroes Festival Hannover: Infos & Bands: frühere Ausgaben. Abgerufen am 28. Januar 2025.